# Agrotis schreiteri
Agrotis schreiteri är en fjärilsart som beskrevs av Köhler 1945. Agrotis schreiteri ingår i släktet Agrotis och familjen nattflyn. Inga underarter finns listade i Catalogue of Life.